# Medalla del 70è Aniversari de les Forces Armades Soviètiques
La Medalla del 70è Aniversari de les Forces Armades Soviètiques (rus:Медаль «70 лет Вооружённых Сил СССР») és una condecoració soviètica, creada per Mikhaïl Gorbatxov i instituïda pel Decret de la Presidència del Soviet Suprem de l'URSS del 24 de gener de 1988, en la commemoració del 70è aniversari de les Forces Armades de la Unió Soviètica. El reglament, el disseny i la descripció van ser confirmats en la publicació de la Gaseta del Soviet Suprem de l'URSS nº5 de 1988.
Va ser atorgada a:
- Oficials, sots-oficials i militars reenganxats que estiguessin en servei el 23 de febrer de 1988 a l'Exèrcit Soviètic, la Flota de Guerra, l'Exèrcit de Fronteres, les tropes del Ministeri d'Assumptes Interiors i del Comitè de Seguretat de l'Estat (KGB)
- Els Guàrdies Rojos veterans, a aquells que van prendre part en les operacions militars per la defensa de la Pàtria soviètica, els partisans de la Guerra Civil i de la Guerra Patriòtica.
- Els militars retirats amb 20 anys de servei
- Els Herois de la Unió Soviètica, els que haguessin estat condecorats amb algun orde o amb alguna de les següents medalles: al Valor, d'Uixakov, pel Servei de Combat, de Nàkhimov, dels Treballadors Distingits, de la Distinció Laboral, pel Servei Distingit en la Vigilància Fronterera o per la Preservació de l'Ordre Públic.

Penja a l'esquerra del pit i se situa després de la Medalla del 60è Aniversari de les Forces Armades Soviètiques.
L'autor del dibuix va ser el pintor A.B. Juk.
Es concedia en nom de la Presidència del Soviet Suprem pels caps de les unitats i establiments militars, i juntament amb la medalla s'atorgava el certificat corresponent.
Se'n van atorgar (aproximadament) unes 9.842.160.

## Disseny
És una medalla de llautó, i té 32mm de diàmetre. A l'anvers de la medalla hi figuren les imatges del pilot, el mariner i el soldat de terra, mirant cap a l'esquerra. Al voltant de la medalla hi ha branques de llorer. A la part superior de la medalla hi ha l'estrella de 5 puntes amb la falç i el martell al centre, i a la interior, les xifres "1918" i "1988" en dues fileres.
Al revers hi ha la inscripció 70 Лет Вооруженных Сил СССР ("70 anys de Forces Armades de l'URSS"), i a sota hi ha una corona de fulles de roure.
La medalla penja d'un galó pentagonal de 24mm d'ample. El color és vermell, i als costats hi ha una franja verda. Al centre de la cinta hi ha una franja blava vorejada de groc.